# U-67 (tàu ngầm Đức) (1940)
U-67 là một tàu ngầm tấn công  Lớp Type IX thuộc phân lớp Type IXC được Hải quân Đức Quốc Xã chế tạo trong Chiến tranh Thế giới thứ hai. Nhập biên chế năm 1941, nó đã thực hiện được bảy chuyến tuần tra, đánh chìm được 13 tàu buôn với tổng tải trọng 72.138 GRT, đồng thời gây hư hại cho năm tàu buôn khác với tổng tải trọng 29.726 GRT. Trong chuyến tuần tra cuối cùng, U-67 bị máy bay ném bom-ngư lôi TBF Avenger xuất phát từ tàu sân bay hộ tống USS Core của Hải quân Hoa Kỳ đánh chìm trong biển Sargasso vào ngày 16 tháng 7, 1943

## Thiết kế và chế tạo

### Thiết kế
Thiết kế của tàu ngầm Type IXC có kích thước hơi nhỉnh hơn so với phân lớp Type IXB dẫn trước. Chúng có trọng lượng choán nước 1.120 t (1.100 tấn Anh) khi nổi và 1.232 t (1.213 tấn Anh) khi lặn. Con tàu có chiều dài chung 76,76 m (251 ft 10 in), lớp vỏ trong chịu áp lực dài 58,75 m (192 ft 9 in), mạn tàu rộng 6,76 m (22 ft 2 in), chiều cao 9,60 m (31 ft 6 in) và mớn nước 4,70 m (15 ft 5 in).
Chúng trang bị hai động cơ diesel MAN M 9 V 40/46 siêu tăng áp 9-xy lanh 4 thì, tổng công suất 4.400 PS (3.200 kW; 4.300 bhp), dẫn động hai trục chân vịt đường kính 1,92 m (6,3 ft), cho phép đạt tốc độ tối đa 18,3 kn (33,9 km/h), và tầm hoạt động tối đa 13.450 nmi (24.910 km) khi đi tốc độ đường trường 10 kn (19 km/h). Khi đi ngầm dưới nước, chúng sử dụng hai động cơ/máy phát điện Siemens-Schuckert 2 GU 345/34 tổng công suất 1.000 PS (740 kW; 990 shp). Tốc độ tối đa khi lặn là 7,3 kn (13,5 km/h), và tầm hoạt động 63 nmi (117 km) ở tốc độ 4 kn (7,4 km/h). Con tàu có khả năng lặn sâu đến 230 m (750 ft).
Vũ khí trang bị có sáu ống phóng ngư lôi 53,3 cm (21 in), bao gồm bốn ống trước mũi và hai ống phía đuôi, và mang theo tổng cộng 22 quả ngư lôi 53,3 cm (21 in). Tàu ngầm Type IX trang bị một hải pháo 10,5 cm (4,1 in) SK C/32 với 110 quả đạn, một pháo phòng không 3,7 cm (1,5 in) SK C/30 và hai pháo phòng không 2 cm (0,79 in) C/30. Thủy thủ đoàn bao gồm 4 sĩ quan và 44 thủy thủ.

### Chế tạo
U-67 được đặt hàng vào ngày 7 tháng 8, 1939, và được đặt lườn tại xưởng tàu AG Weser của hãng DeSchiMAG ở Bremen vào ngày 5 tháng 4, 1940. Nó được hạ thủy vào ngày 30 tháng 10, 1940, và nhập biên chế cùng Hải quân Đức Quốc Xã vào ngày 22 tháng 1, 1941 dưới quyền chỉ huy của Hạm trưởng, Thiếu tá Hải quân Heinrich Bleichrodt.

## Lịch sử hoạt động
Sau khi hoàn tất việc huấn luyện trong thành phần Chi hạm đội U-boat 2, U-67 tiếp tục phục vụ cùng đơn vị này để hoạt động trên tuyến đầu cho đến khi nó bị mất.

### 1941
Trong tháng 8, 1941, U-67 có chuyến đi từ cảng Bergen, Na Uy, băng qua khe GI-UK giữa Iceland và quần đảo Faroe để vòng qua quần đảo Anh, và đi đến cảng Lorient bên bờ Đại Tây Dương của Pháp đã bị Đức chiếm đóng. Lorient trở thành căn cứ hoạt động chính của chiếc tàu ngầm cho đến khi nó bị mất.

#### Chuyến tuần tra thứ nhất
Chuyến tuần tra đầu tiên trong chiến tranh của U-67 kéo dài từ ngày 14 tháng 9 đến ngày 16 tháng 10, khi chiếc tàu ngầm hướng xuống phía Nam để hoạt động trong Đại Tây Dương dọc bờ biển Maroc. Vào ngày 24 tháng 9, nó phóng ngư lôi tấn công Đoàn tàu SL-87, và đã đánh chìm chiếc tàu buôn Anh St. Clair II 3.753 GRT ở vị trí về phía Tây Bắc quần đảo Canaria. Bốn ngày sau đó 28 tháng 9, tại khu vực quần đảo Cabo Verde, trong vụ chạm trán bao gồm các tàu U-boat U-67, U-68 và U-111 đối đầu với tàu ngầm Anh HMS Clyde, U-67 bị hư hại nặng do va chạm với Clyde, nên buộc phải quay trở về căn cứ Lorient.

### 1943

#### Chuyến tuần tra thứ bảy - Bị mất
Xuất phát từ Lorient vào ngày 10 tháng 5 cho chuyến tuần tra thứ bảy, cũng là chuyến cuối cùng, U-67 băng qua suốt Đại Tây Dương để hoạt động tại vùng biển về phía Đông khu vực Tây Ấn. Đến ngày 16 tháng 7, ở vị trí trong biển Sargasso về phía Tây Nam quần đảo Azores, nó bị một máy bay ném bom-ngư lôi TBF Avenger thuộc Liên đội VC-13 xuất phát từ tàu sân bay hộ tống USS Core của Hải quân Hoa Kỳ phát hiện. Chiếc TBF đã thả bốn quả mìn sâu Mk.7 tấn công, đánh chìm chiếc tàu ngầm tại tọa độ 30°05′B 44°17′T / 30,083°B 44,283°T. 48 người trong tổng số 51 thành viên thủy thủ đoàn của U-67 đã tử trận. Tàu khu trục USS McCormick được phái đến hiện trường đã cứu vớt được ba người sống sót và bắt làm tù binh chiến tranh.

### "Bầy sói" tham gia
U-67 từng tham gia ba bầy sói:
- Seeräuber (14 – 23 tháng 12, 1941)
- Wohlgemut (12 – 22 tháng 3, 1943)
- Seeräuber (25 – 30 tháng 3, 1943)

### Tóm tắt chiến công
U-67 đã đánh chìm được 13 tàu buôn với tổng tải trọng 72.138 GRT, đồng thời gây hư hại cho năm tàu buôn khác với tổng tải trọng 29.726 GRT:
| Ngày              | Tên tàu           | Quốc tịch      | Tải trọng | Số phận      |
| ----------------- | ----------------- | -------------- | --------- | ------------ |
| 24 tháng 9, 1941  | St Clair          | United Kingdom | 3.753     | Bị đánh chìm |
| 16 tháng 2, 1942  | Rafaela           | Netherlands    | 3.177     | Bị hư hại    |
| 21 tháng 2, 1942  | Kongsgaard        | Norway         | 9.467     | Bị đánh chìm |
| 14 tháng 3, 1942  | Penelope          | Panama         | 8.436     | Bị đánh chìm |
| 16 tháng 6, 1942  | Managua           | Netherlands    | 2.220     | Bị đánh chìm |
| 20 tháng 6, 1942  | Nortind           | Norway         | 8.221     | Bị hư hại    |
| 23 tháng 6, 1942  | Raleigh Warner    | United States  | 3.664     | Bị đánh chìm |
| 29 tháng 6, 1942  | Empire Mica       | United Kingdom | 8.032     | Bị đánh chìm |
| 6 tháng 7, 1942   | Bayard            | Norway         | 2.160     | Bị đánh chìm |
| 7 tháng 7, 1942   | Paul H. Harwood   | United States  | 6.610     | Bị hư hại    |
| 10 tháng 7, 1942  | Benjamin Brewster | United States  | 5.950     | Bị đánh chìm |
| 13 tháng 7, 1942  | R. W. Gallagher   | United States  | 7.989     | Bị đánh chìm |
| 25 tháng 10, 1942 | Primero           | Norway         | 4.414     | Bị đánh chìm |
| 8 tháng 11, 1942  | Capo Olmo         | United Kingdom | 4.712     | Bị hư hại    |
| 9 tháng 11, 1942  | Nidarland         | Norway         | 6.132     | Bị đánh chìm |
| 15 tháng 11, 1942 | King Arthur       | United Kingdom | 5.224     | Bị đánh chìm |
| 18 tháng 11, 1942 | Tortugas          | Norway         | 4.697     | Bị đánh chìm |
| 28 tháng 11, 1942 | Empire Glade      | United Kingdom | 7.006     | Bị hư hại    |